# Ricki
Ricki (títol original en anglès: Ricki and the Flash) és una pel·lícula de comèdia del 2015 dirigida per Jonathan Demme i escrita per Diablo Cody. Els principals protagonistes són Meryl Streep, Mamie Gummer, Kevin Kline, Sebastian Stan, Rick Springfield, Audra McDonald, i Ben Platt. Es va doblar i subtitulat al català.
La filmació va començar el 13 d'octubre de 2014, a Rye, Nova York. TriStar Pictures la va finançar, i va estrenar el film el 7 d'agost de 2015.

## Argument
Ricky Rendazzo és una heroïna de la guitarra que deixa la seva família per esdevenir una estrella del rock i més tard aconsegueix una oportunitat per fer les paus a través de la música.

## Repartiment
- Meryl Streep com a Ricki Rendazzo/Linda
- Kevin Kline com a Pete
- Mamie Gummer com a Julie
- Audra McDonald com a Maureen
- Sebastian Stan com a Joshua
- Rick Springfield com a Greg
- Ben Platt com a Daniel
- Charlotte Rae com a Oma
- Rick Rosas com a Buster
- Gabriel Ebert com a Max
- Carmen Carrera com a perruquera de Ricki

## Producció
Diablo Cody, en part, va basar el guió en la seva sogra Terry Cieri, que va estar al capdavant d'una banda que tocava en bars a Nova Jersey. Cody va dir: "La vaig veure a l'escenari tantes vegades i em vaig pensar: "La vida d'aquesta dona és de pel·lícula".